# Scânteia (gmina w okręgu Jassy)
Scânteia – gmina w Rumunii, w okręgu Jassy. Obejmuje miejscowości Bodești, Boroșești, Ciocârlești, Lunca Rateș, Rediu, Scânteia i Tufeștii de Sus. W 2011 roku liczyła 4289 mieszkańców.